# NGC 6944A
NGC 6944A is een balkspiraalstelsel in het sterrenbeeld Dolfijn. Het hemelobject werd op 15 augustus 1863 ontdekt door de Duitse astronoom Albert Marth.

## Synoniemen
- MCG 1-52-16
- ZWG 399.24
- PGC 65108